# Медисин Лејк (Монтана)
Медисин Лејк (енгл. Medicine Lake) град је у америчкој савезној држави Монтана.

## Демографија
По попису из 2010. године број становника је 225, што је 44 (-16,4%) становника мање него 2000. године.
| Група             | 2000.       | 2010.       |
| Белци             | 248 (92,2%) | 204 (90,7%) |
| Афроамериканци    | 0 (0,0%)    | 2 (0,9%)    |
| Азијати           | 1 (0,4%)    | 0 (0,0%)    |
| Хиспаноамериканци | 0 (0,0%)    | 0 (0,0%)    |
| Укупно            | 269         | 225         |